# St. Nicolai (Wyk auf Föhr)
Die evangelisch-lutherische Kirche St. Nicolai in Wyk auf Föhr ist ein romanisches Kirchengebäude aus dem 13. Jahrhundert mit gotischen und barocken Erweiterungen. Sie liegt in Boldixum, einem Ortsteil Wyks. Seit der Reformation auf Föhr in den Jahren 1526 bis 1530 ist sie ein evangelisches Gotteshaus.

## Baugeschichte
Die Kirche St. Nicolai ist nach den beiden anderen mittelalterlichen Kirchen auf Föhr, der St.-Johannis-Kirche in Nieblum und der Kirche St. Laurentii in Süderende, der jüngste Kirchenbau. Er wurde im Jahre 1240 nach Christus zum ersten Mal urkundlich erwähnt. Vorher war das Gebiet, zu dem die Orte Boldixum und Wrixum gehörten und zu dem ab ca. 1601 auch Wyk auf Föhr kam, von Nieblum aus betreut worden.
Im Jahre 1509 wurde St. Nicolai als eigenständige Pfarrkirche urkundlich bestätigt.

## Geschichte
Von 1435 bis 1721 war Föhr politisch geteilt: Der Westteil der Insel unterstand als königliche Enklave dem dänischen König, der Ostteil den Herzögen von Schleswig-Gottorf. St. Nicolai gehörte wie die Kirche St. Johannis zum Ostteil der Insel, während St. Laurentii das geistliche Zentrum des Westteils bildete. Ungeachtet dieser Trennung wurde die Reformation lutherischen Bekenntnisses in beiden Teilen eingeführt.

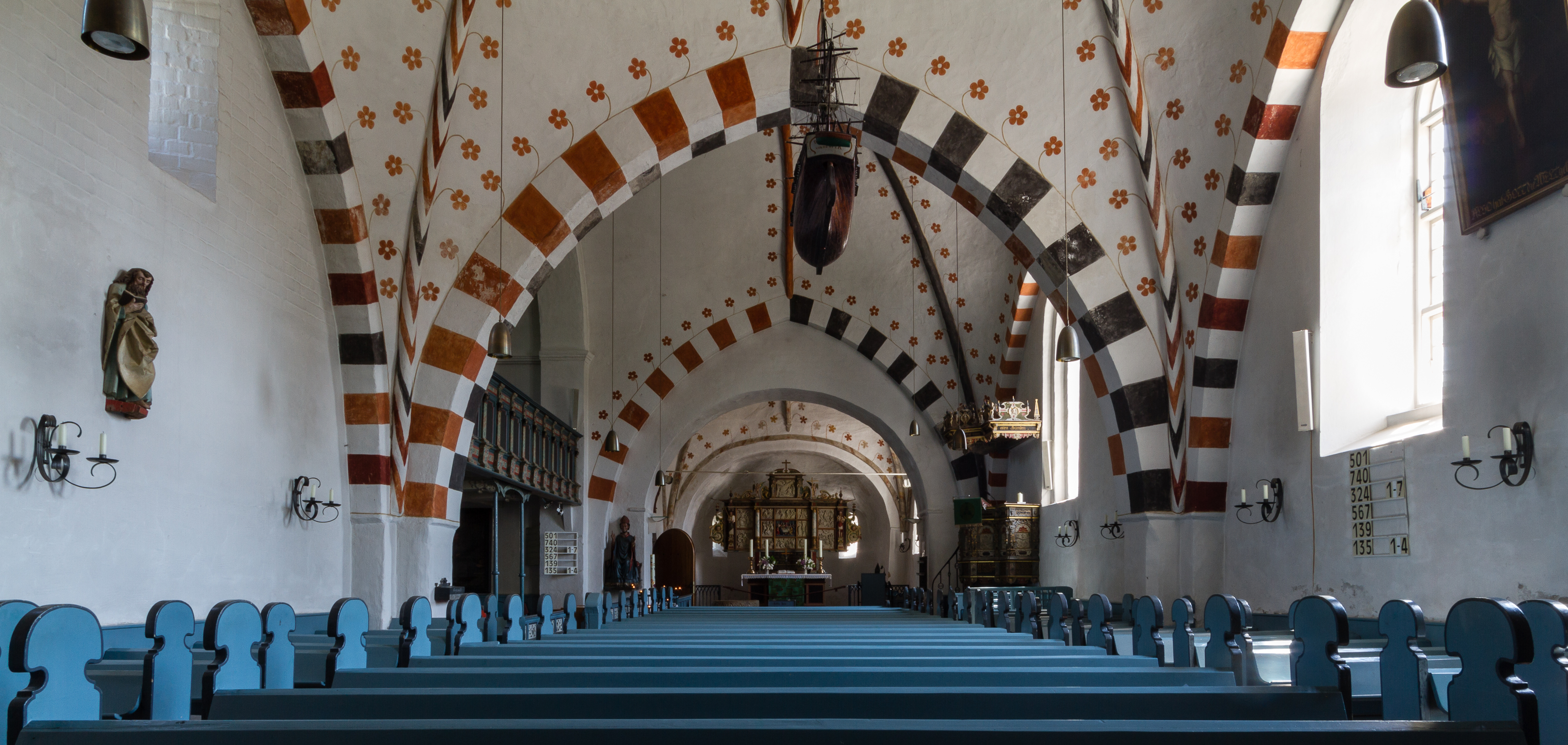
St. Nicolai, Innenansicht

Die Kirche war 1426 nach Christus der Versammlungsort von Ratsmännern aus mehreren Landesteilen, welche sich auf die Formulierung der Siebenhardenbeliebung einigten, einer frühen friesischen Gesetzgebung. In ihr wurden die Rechtsnormen der sieben friesisch besiedelten Harden in den Uthlanden im Herzogtum Schleswig (Südjütland) erstmals schriftlich fixiert.

## Lage
Die Kirche liegt inmitten eines Kirchfriedhofs im Wyker Ortsteil Boldixum. Der die ebene Landschaft überragende Turm ist mit einem Satteldach gekrönt. Von See kann man die drei wuchtigen Vierkant-Kirchtürme der St. Nicolai-Kirche und ihrer beiden Schwesterkirchen sehen, die sich über der flachen Landschaft erheben.

## Namenspatron

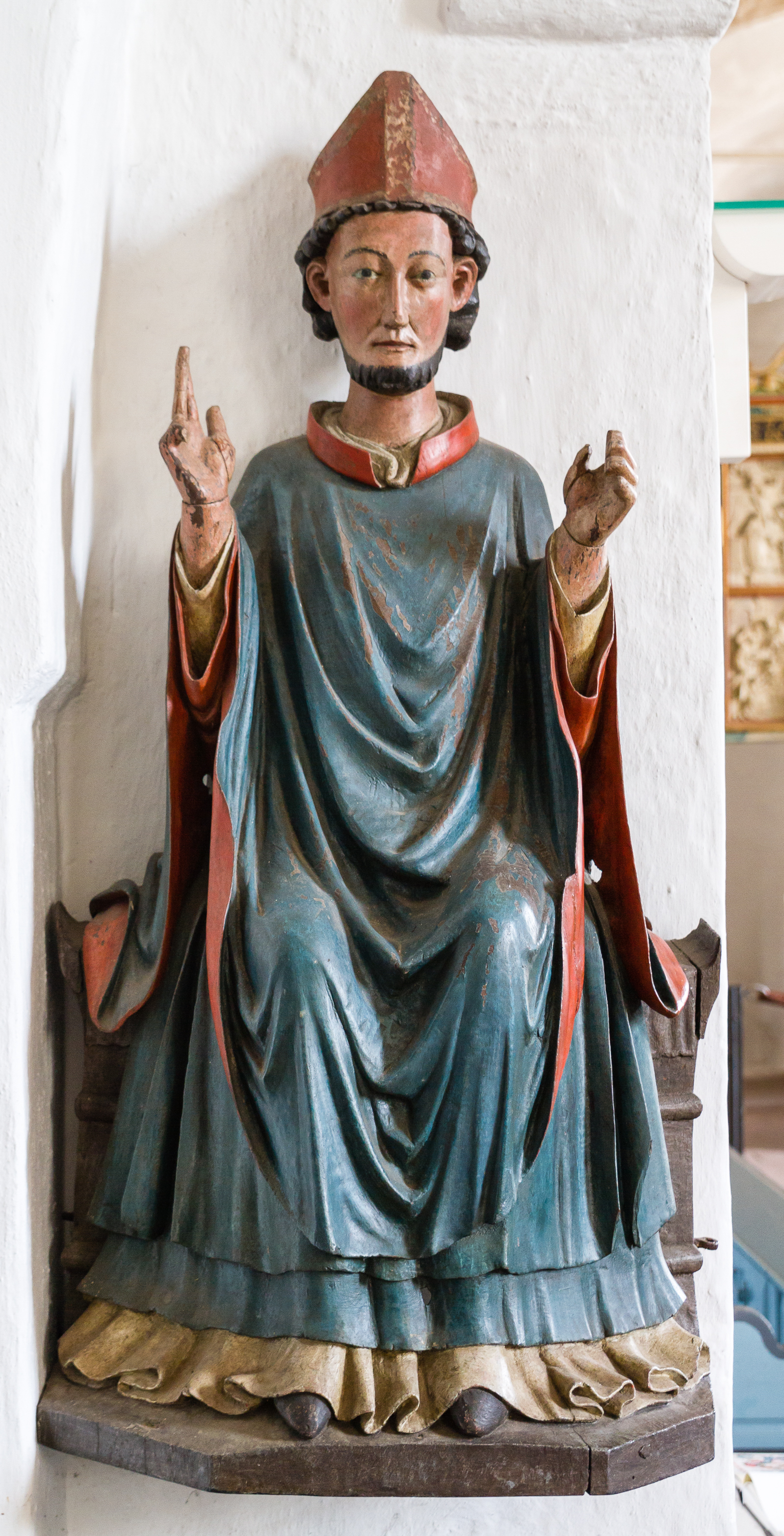
Hl. Nikolaus in der Kirche St. Nicolai

Die Kirche war in der vorreformatorischen Zeit dem Heiligen Nikolaus von Myra geweiht worden. Dieser wurde von der alten Kirche als Heiliger und Nothelfer verehrt und war Patron der Kinder und Seeleute. Er starb im 4. Jahrhundert nach Christus in Lykien, seine Zeichen sind der Bischofsstab und das Buch. Auch nach Einführung der Reformation auf Föhr im Jahre 1530 wurde keine Umbenennung vorgenommen, obwohl die evangelische Konfession die Heiligenverehrung im Umfang der vorreformatorischen Kirche nicht kennt.

### Figur des hl. Nikolaus
Der Namenspatron der Kirche Nikolaus von Myra ist den Gottesdienstbesuchern in Form einer Holzplastik gegenwärtig, die im Kirchenschiff links vor dem Altarbereich am Nordpfeiler des Chorbogens steht. Die Figur ist ein wertvolles Inventarstück der Kirche und wurde um 1300 geschaffen. Der Heilige ist farbig ausgeführt und als eher junger Mann mit hoheitsvoll segnender und mahnender Gebärde dargestellt. Sein Bischofsmantel ist kunstvoll gefaltet.

## Gebäude
Der mittelalterliche Bau der Kirche ist durch einen hohen Turm, ein langgestrecktes Kirchenschiff, den abgesetzten quadratischen Chor und eine niedrige Apsis gekennzeichnet. Alle Bauteile sind aus Backstein gefertigt.

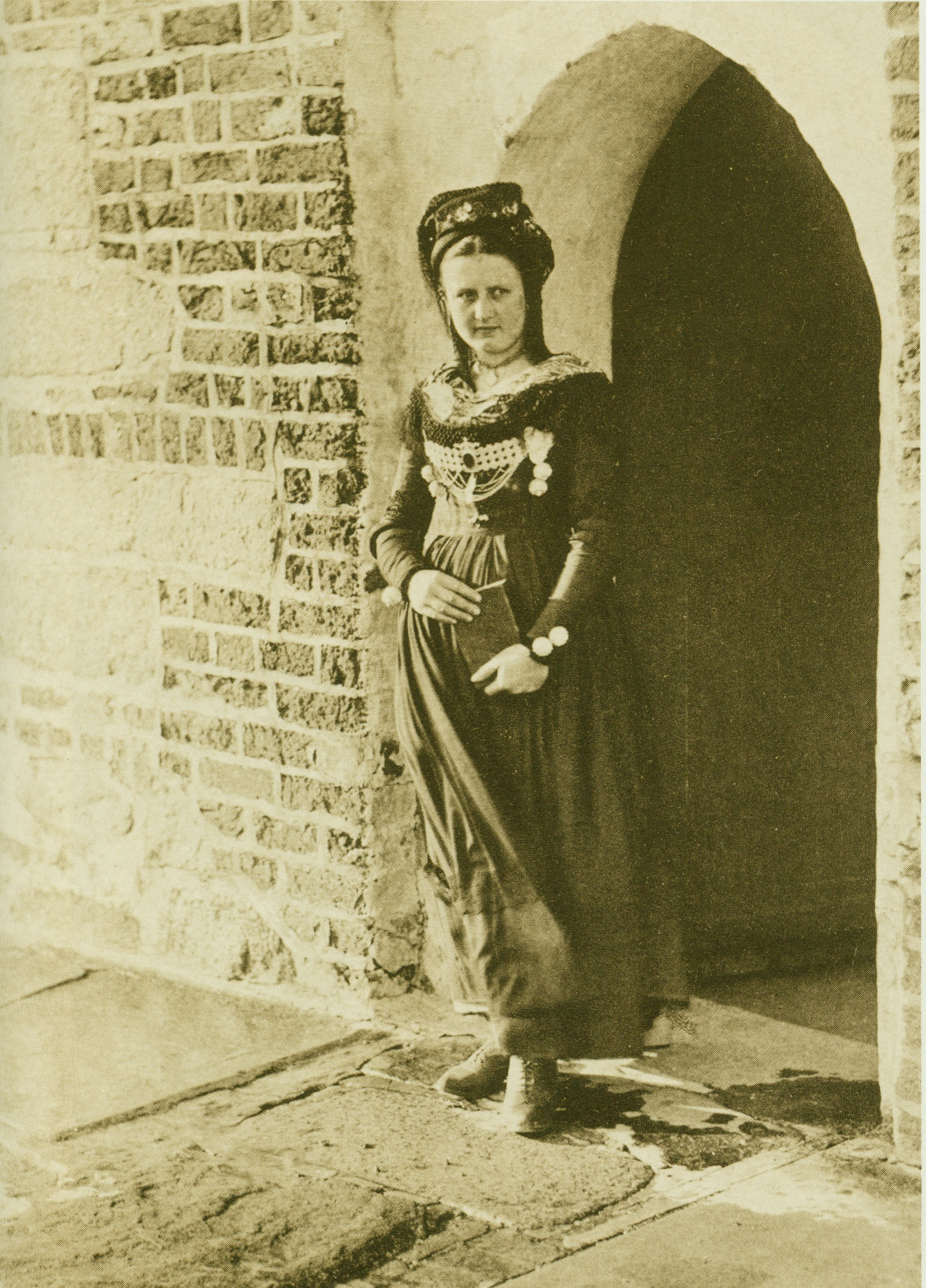
Kirchgängerin um 1895 in Föhringer Tracht

Der Turm und die seitlichen Anbauten (wie etwa die Windfänge aus dem 19. Jahrhundert) gehörten nicht zur ursprünglichen Ausstattung. Der Gesamtkomplex betrug jedoch – wie heute – bereits volle 38 Meter Länge. Die Apsis besitzt noch die für die Romanik typischen Rundbogenfenster, während die Fenster des Chores und des Langhauses bereits zugespitzt sind, womit sich der Übergang zur Gotik ankündigt. Die Fenster auf der Südseite des Baues wurden in späterer Zeit geändert, um mehr Tageslicht in die Kirche zu lassen. Der Grund für diese Maßnahme ist die evangelische Gottesdienstgestaltung, in der die Gemeindemitglieder durch Singen und Beten großen Anteil an der Liturgie haben, wozu sie im Gesangbuch auch lesen können müssen.
Zwei Eingänge für die Gottesdienstbesucher sind einander gegenüber angeordnet: Das Portal an der Südseite war den Männern, das in der Nordseite den Frauen vorbehalten.

## Erweiterungen
Der die ebene Landschaft überragende Turm wurde im 15. Jahrhundert angefügt und mit einem Satteldach gekrönt. Das Mauerwerk des Turms ist ungegliedert und schmucklos, es ist im Laufe der Jahrhunderte mehrfach ausgebessert und durch Eisenanker stabilisiert worden. 1930 wurde die Westseite des Turms, die dem rauen Nordsee-Wetter besonders ausgesetzt ist, neu verblendet.
Im späten Mittelalter wurde ein Vorhaus vor den Eingang südlich des Chores gesetzt. Das Haus wurde ursprünglich zur Aufbahrung von Leichen genutzt und dient heute als Sakristei.
Auf der Nordseite des Baues wurde um 1700 ein Seitenschiff angesetzt, um die rasch anwachsende Zahl von Gemeindemitgliedern aufnehmen zu können. Ungeachtet der schmucklosen, für die Barockzeit untypisch schlichten Ausführung des Anbaues musste die Gemeinde jahrelang die Baukosten abtragen. Das Tonnengewölbe des Nordanbaus ist eine Holzkonstruktion, die verputzt und ursprünglich mit einer Paradiesdarstellung ausgemalt war.
Von den Emporeneinbauten, die helfen sollten, die wachsende Zahl von Gottesdienstbesuchern aufzunehmen, sind die Empore im Seitenschiff der Nordseite und die 1678 eingebaute Orgelempore erhalten.

## Innenausstattung
Die Innenausstattung ist wesentlich durch eine farbenfrohe Ausmalung gekennzeichnet. Das Kirchenschiff ist dreimal so lang wie breit und in drei quadratische Joche geteilt. Bögen und Gewölbe setzen in etwa zwei Meter Höhe an, die Gewölbe sind aus in sich verengenden Ringen gemauert und verputzt.
Im Jahr 1969 begannen umfangreiche Innenrestaurierungsarbeiten, in dessen Verlauf der weiße Innenanstrich erneuert werden sollte. Hierbei wurde die ursprüngliche Ausmalung aus dem 13. Jahrhundert entdeckt und konnte wiederhergestellt werden; die Restaurierung musste in den folgenden Jahren allerdings noch zweimal wiederholt werden.
Die Gurt- und Schildbögen sind farblich in Schwarz, Weiß und Rottönen gehalten. Alle Bögen sind zusätzlich mit langstieligen fünfblättrigen Blumen verziert.
Die Bestuhlungsordnung mit drei Bankblöcken ohne Mittelgang stammt aus der Reformationszeit, ebenso die eingezogenen Emporen, die halfen die Raumknappheit für die große Gemeinde zu verringern. Die Bestuhlung wurde 1832 erneuert, der Anstrich stammt aus dem Jahr 1970, wobei das Farbschema alten Darstellungen entlehnt ist.

### Altar

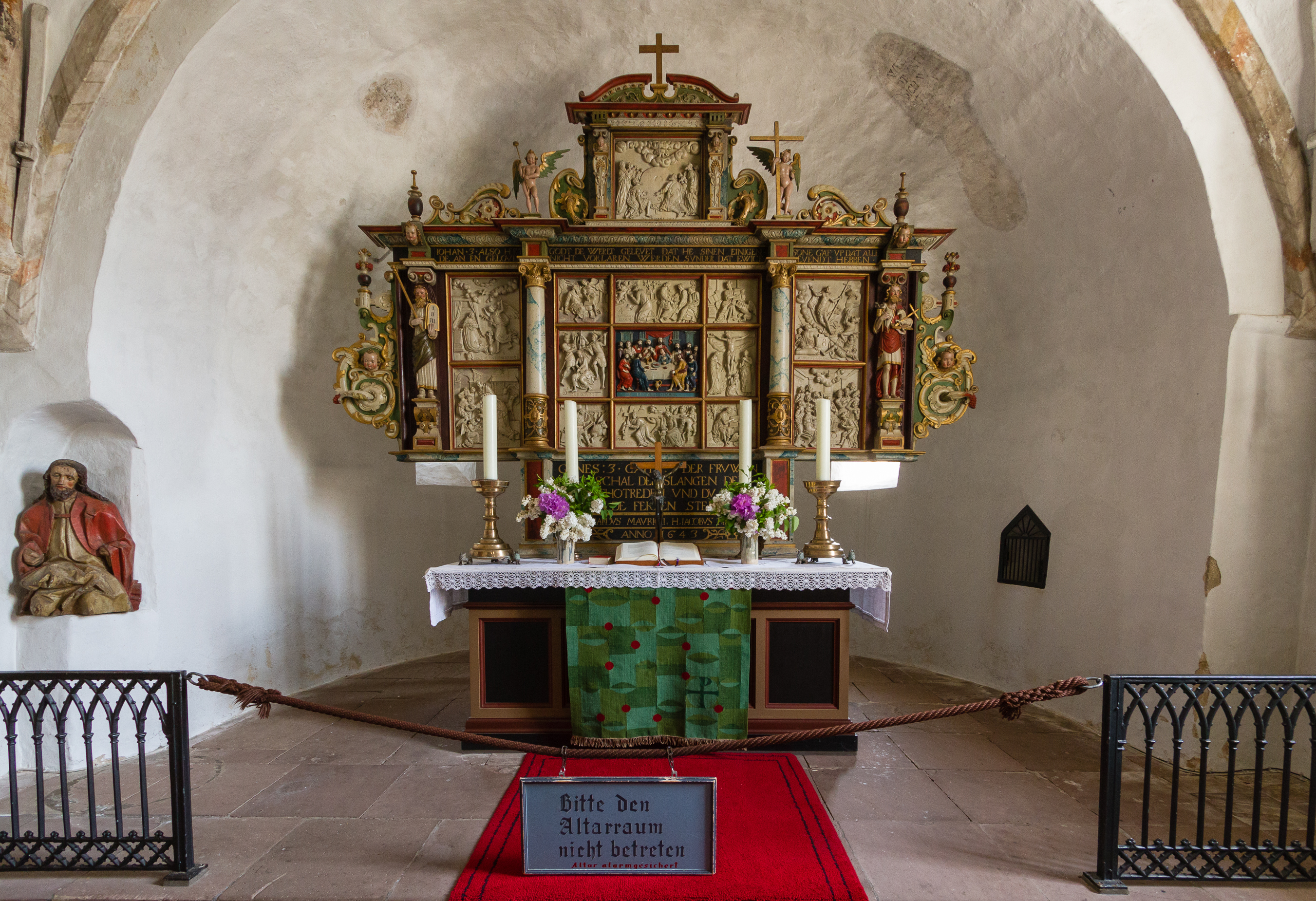
Altar der Kirche St. Nicolai

Einer Kirchenchronik aus dem Jahr 1631 zufolge hatte die Kirche in vorreformatorischer Zeit fünf Altäre, die nicht erhalten sind. 1643 wurde der heutige Altar errichtet, der von Johannes Schnitger aus Stedesand geschaffen wurde. Der Altaraufsatz, der Bilder und Szenen aus dem Leben Jesu Christi zeigt, ist von seiner Entstehungszeit her dem Frühbarock zuzuordnen, trägt aber noch Merkmale der Spätrenaissance. Er ist dreiteilig gegliedert, wobei das Mittelfeld querrechteckig und die beiden Seitenteile hochformatig ausgeführt sind. Das Mittelfeld des Altaraufsatzes ist der Darstellung des letzten Abendmahls vorbehalten, was im Sinne der evangelischen Altar-Ikonographie eine Ausnahme bildet, für gewöhnlich ist dieser Platz für die Kreuzigungsszene reserviert. Die Abendmahlsszene ist als einzige der Darstellungen in Farbe ausgeführt, während die anderen 13 Szenen in weißgelblicher Farbe gehalten sind, die an Marmor erinnern sollen.
Vier Szenen aus der Passion Christi und vier Darstellungen der Evangelisten umrahmen den Mittelteil: Jesus im Garten Getsemani, die Dornenkrönung, der Weg zum Kreuz und die Kreuzigung. Auf den Seitentafeln finden sich vier weitere Darstellungen, die in Verbindung zu christlichen Festen stehen: Mariä Verkündigung (Der Engel bei Maria), Weihnachten (Krippendarstellung mit anbetenden Hirten), Ostern (Auferstehung Christi), Pfingsten (Ausgießung des Heiligen Geistes). Über dem Mittelstück des Altars findet sich schließlich eine Himmelfahrtsszene, die dem Fest Christi Himmelfahrt zugeordnet ist.
Die Darstellungen auf den Seiten des Altaraufsatzes sind flankiert von zwei Zeugen des Bundes zwischen Gott und den Menschen: links ist Moses (Altes Testament), rechts ist Johannes der Täufer mit dem Lamm Gottes (Neues Testament) zu sehen.
Den Altaraufsatz trägt – in der Größe des Mittelteils – ein Altaruntersatz, eine Predella, auf der den Darstellungen in niederdeutscher Sprache zentrale Aussagen der Heilsgeschichte zugeordnet sind.

### Orgel

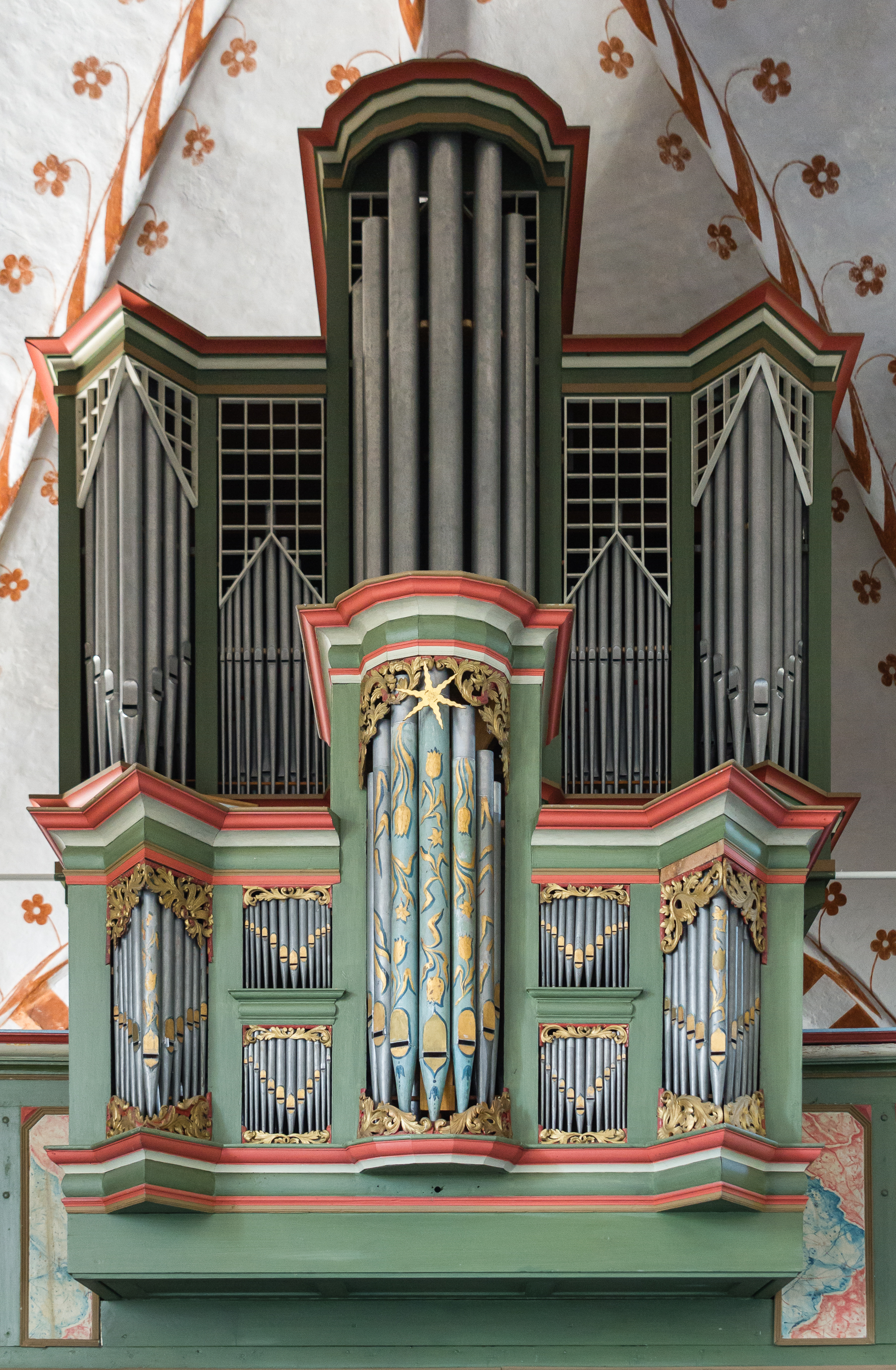
Orgel in St. Nicolai

Die Orgel wurde auf der 1678 eingebauten Orgelempore eingerichtet. Sie wurde 1735 von Johann Hinrich Klapmeyer aus Glückstadt, der ein Schüler von Arp Schnitger war, als einmanualiges Werk mit seitlichen Pedaltürmen gebaut. Ein Zimbelstern, mit dem ein feiner Schellenklang erzeugt werden kann, ist noch heute im Gebrauch. Von Klapmeyer sind einige Register erhalten, während die Pedaltürme verloren gingen.
Die Orgel wurde 1955–56 durch die Werkstatt von Rudolf von Beckerath Orgelbau (Hamburg) dergestalt umgebaut, dass die Barockorgel mit ihrem originalen Gehäuse zu einem Rückpositiv wurde, das um ein neues Hauptwerk erweitert wurde. Die jetzt zweimanualige Orgel verfügt über 25 Register und Pedal.

### Disposition
| Hauptwerk       | Rückpositiv         | Pedal         |
| --------------- | ------------------- | ------------- |
| Prinzipal 8'    | Quintadena 8',      | Subbaß 16',   |
| Gedackt 8'      | Prinzipal 4',       | Prinzipal 8', |
| Oktave 4'       | Rohrflöte 4',       | Oktave 4',    |
| Spielflöte 4'   | Oktave 2`,          | Nachthorn 2', |
| Oktave 2'       | Waldflöte 2'        | Mixtur 4 fach |
| Quinte 2 2/3,   | Quinte 1 1/3        | Trompete 8',  |
| Quintade 16'    | Sesquialtare 2 fach | Dulzian 16'   |
| Mixtur 4-6 fach | Scharf 3 fach       |               |
| Trompete 8'     | Dulzian 8',         |               |
|                 | Zimbelstern         |               |

### Kanzel

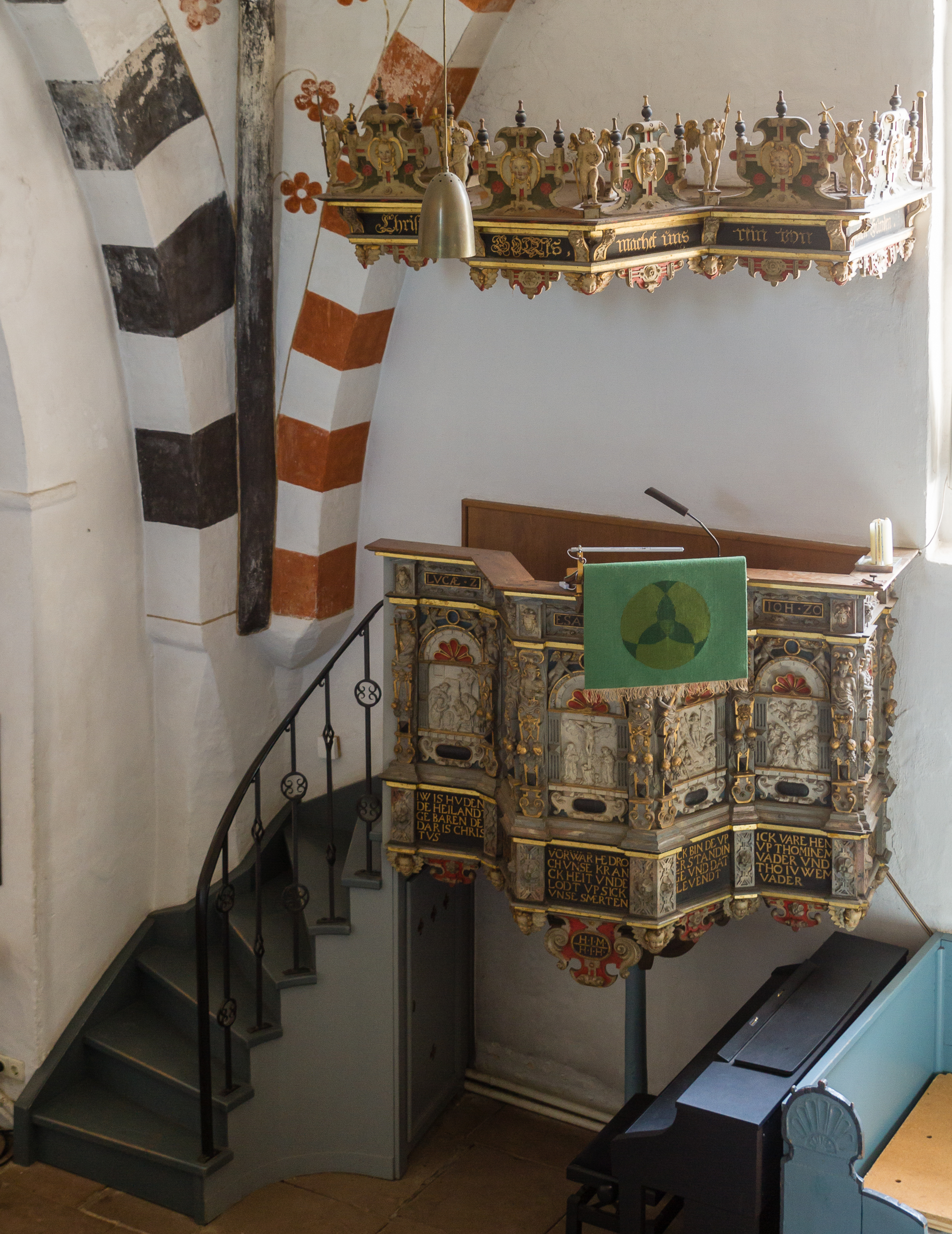
Kanzel

Um das Jahr 1630 war bereits eine neue Kanzel im Stil der Spätrenaissance aufgestellt worden. Der Künstler ist unbekannt, er hat aber in Nordfriesland mehrere Kirchen mit Kanzeln ausgestattet. Stilistisch besteht eine große Nähe zur Ringerink-Werkstatt. Die Schnitzereien an der Kanzel sind farbig gefasst, an den Halbpfeilern der Ecken symbolisieren weibliche Figuren die christlichen Tugenden. Der umlaufende Sockel ist mit plattdeutschen Bibelzitaten in Goldfarbe auf schwarzem Untergrund geschmückt. Die einzelnen Szenen auf der Kanzel sind in aufwändig geschmückten, mit einer Muschelform gekrönten Rahmen eingepasst und stellen Szenen aus dem Leben Christi dar: Geburt, Taufe, Kreuzigung, Auferstehung, Himmelfahrt und Jüngstes Gericht. Die Darstellungen sind mit niederdeutschen Bibelzitaten in den Feldern unter den Reliefs und der Stellenangabe darüber erläutert. Der Schalldeckel trägt dagegen eine hochdeutsche Inschrift.

### Taufstein

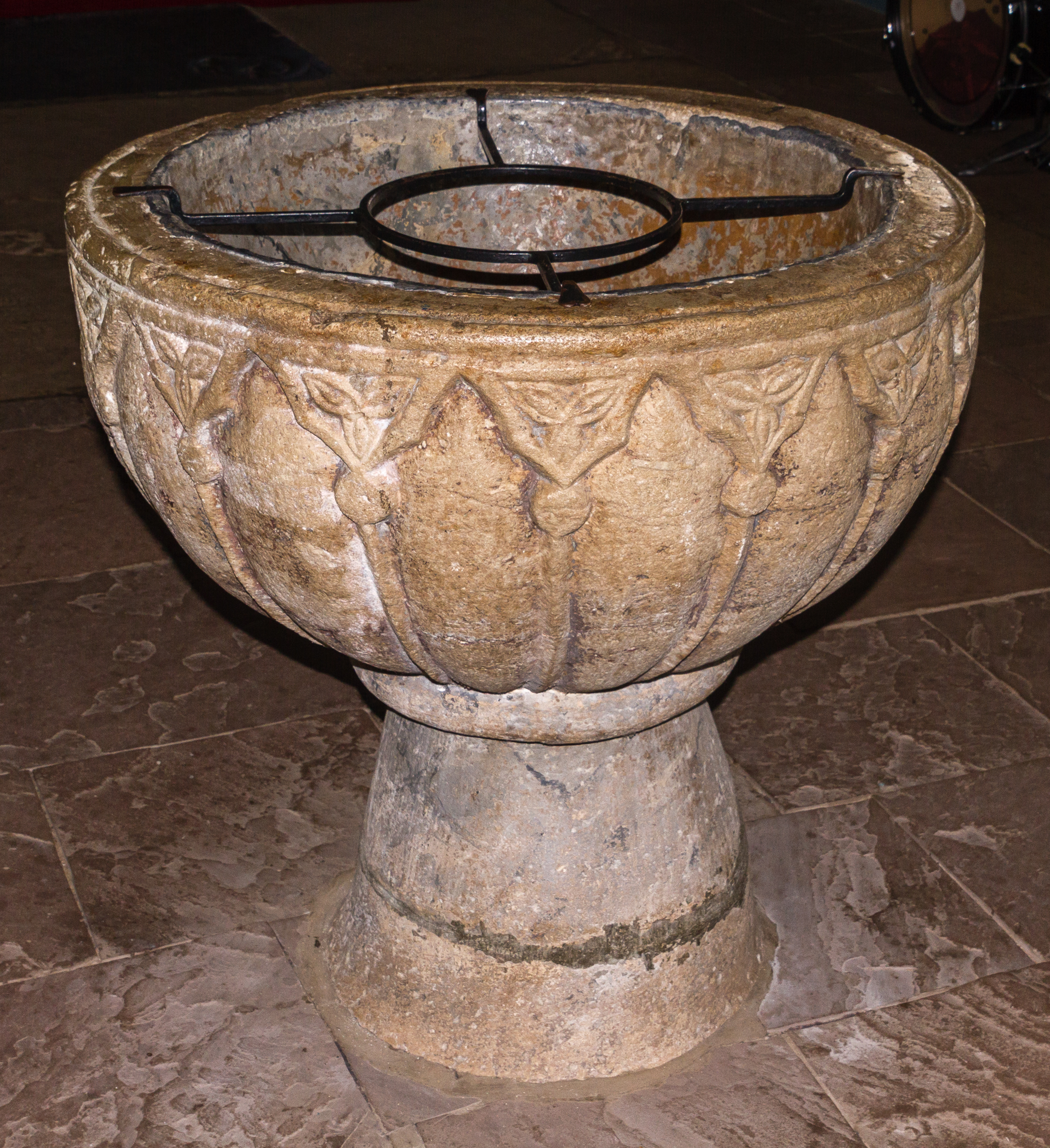
Fünte aus gotländischem Kalkstein

Er gehört als einziges Inventarstück zu der Erstausstattung der Kirche. Es handelt sich um eine Kalksteintaufe, die auf der Insel Gotland hergestellt wurde. Von 12. bis zum 14. Jahrhundert wurde von dort der gesamte Nord- und Ostseeraum mit Taufbecken versorgt. Dieser Taufstein ist mit architektonischen Spitzbögen unfigürlich ausgeführt.
Ursprünglich wurden die Täuflinge unter Anrufung Gottes, Christi und des Heiligen Geistes dreimal in die mit Bleiblech ausgekleidete Höhlung des Steins getaucht. Eine neue Kirchenordnung im Gebiet Schleswig-Holsteins änderte diese Praxis: ab dem Jahr 1542 war nurmehr ein dreimaliges Begießen des Kopfes vorgesehen, was zur Folge hatte, dass eine Taufschale in die Öffnung des Taufbeckens eingehängt wurde, die wesentlich weniger Taufwasser aufnehmen musste. Diesen Dienst versieht bis heute eine Taufschale aus dem 16. Jahrhundert aus Messing.

### Confitentenlade
An der Ecke zum Nordanbau links im Kirchenschiff befindet sich eine mit einer Klappe versehene Holzlade, eine Confitentenlade mit drei Einwurfsschlitzen. Hier konnten die Gemeindemitglieder der Ortsteile Wyk, Boldixum und Wrixum Zettel mit ihrem Namen einwerfen, wenn sie an der Beichte und am Abendmahl teilzunehmen wünschten.

### Opferstock
Am Eingang zum Chor befindet sich ein mit Eisenbändern beschlagener Opferstock, der die Spenden der Besucher aufnimmt.

### Pastorenbilder
In der Kirche fallen drei großformatige Bilder früherer Pastöre auf. Zwei davon befinden sich unter der Empore im nördlichen Querhaus, das neuere Dritte ist oberhalb der Empore neben dem Fenster angebracht.

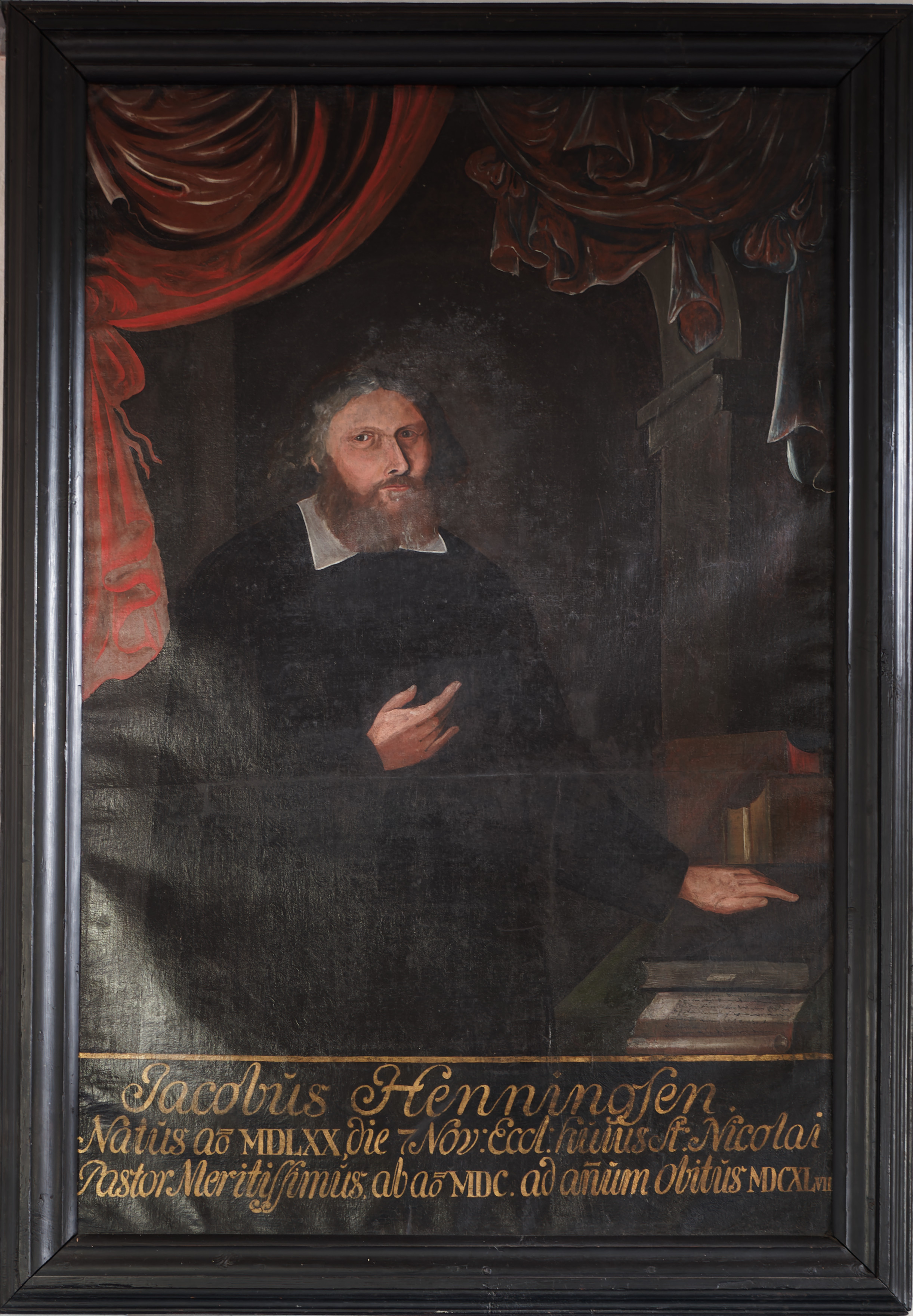
Jacobus Henningsen
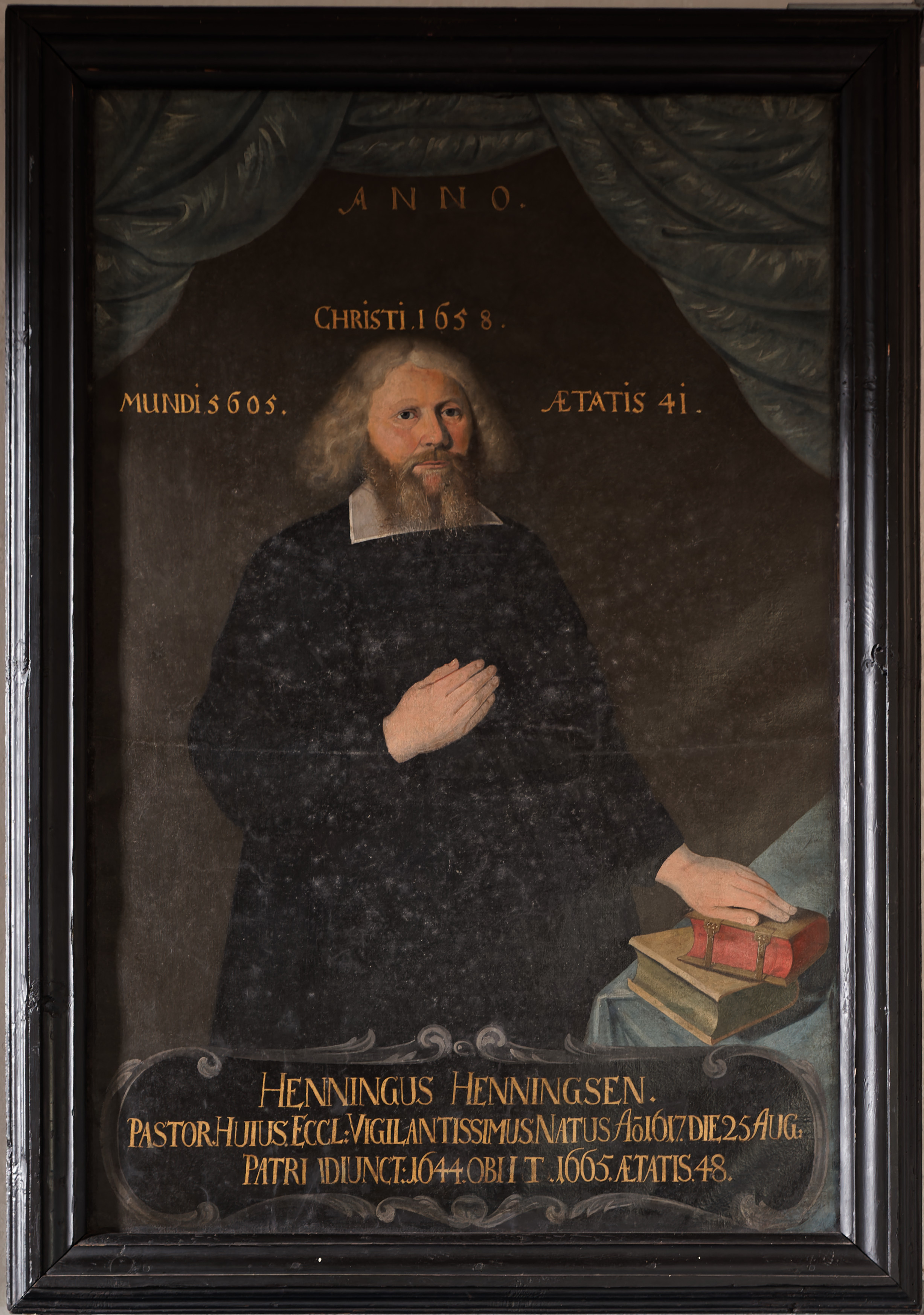
Henningus Henningsen
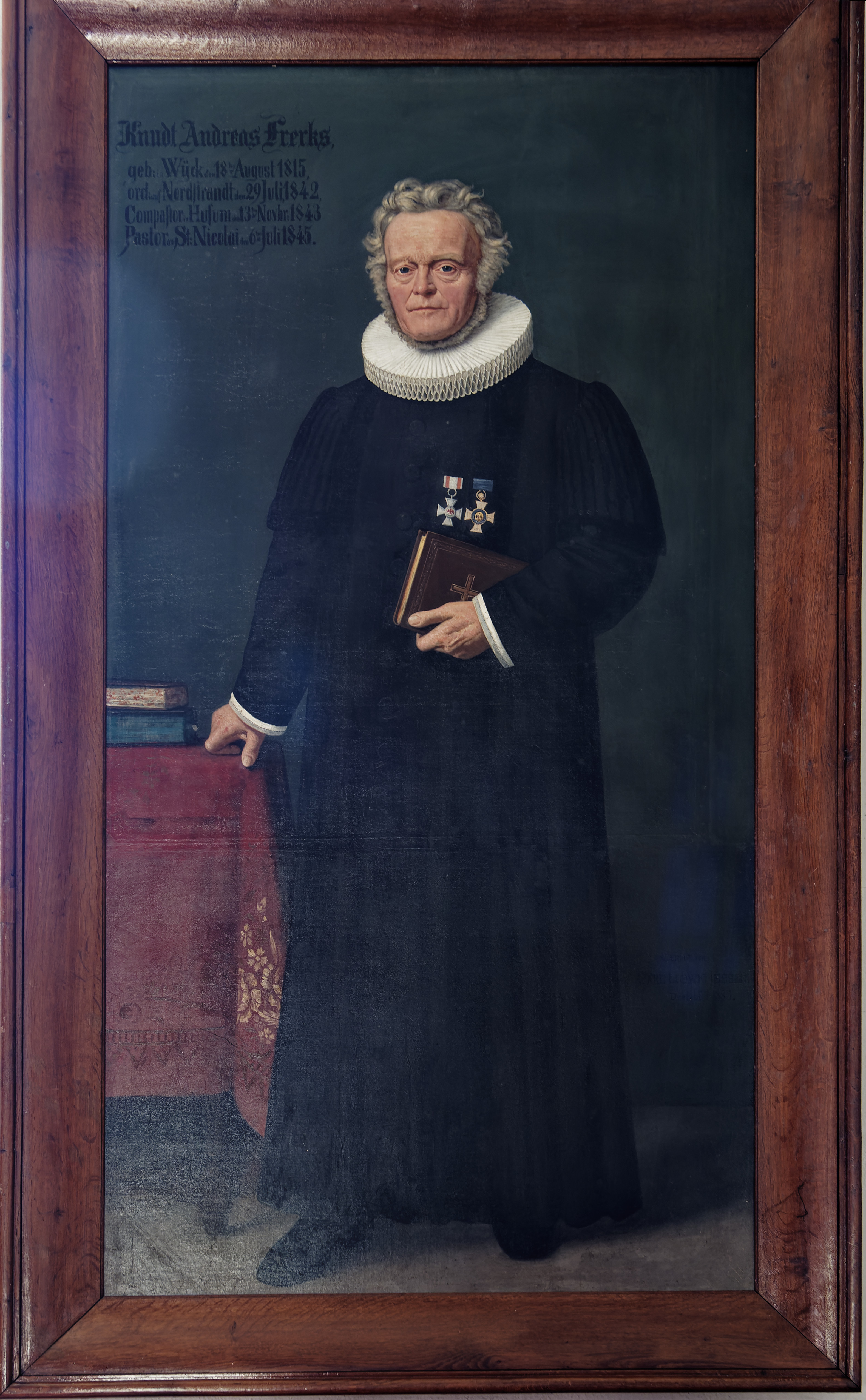
Knudt Andreas Frerks

## Glocken
Im breiten Turm befinden sich drei Kirchenglocken, eine aus dem Jahr 1762, die anderen beiden von 1962.
| Glocke | Schlagton | Durchmesser | Gießer, Gussort            | Gussjahr |
| ------ | --------- | ----------- | -------------------------- | -------- |
| 1      | es′       | 1337 mm     | Gebr. Bachert (Kochendorf) | 1962     |
| 2      | f′        | 1067 mm     | Bartold Ionas Beseler      | 1762     |
| 3      | as′       | 0998 mm     | Gebr. Bachert (Kochendorf) | 1962     |

Inschriften und Verzierungen
- Glocke 1:
Vorne auf der Flanke: Ein Christusmonogramm und ein Staurogramm in einem, darüber eine Krone.
Hinten auf der Wolm trägt die Glocke das Gießerzeichen. Darunter verläuft ein Ring um die Glocke herum.
Um die Schulter: „+ FÜRCHTE DICH NICHT! ICH BIN DER ERSTE UND DER LETZTE UND DER LEBENDIGE. OFFENB. 1.17–18“
Über und unter dieser Inschrift verlaufen zwei Ringe um die Glocke herum.
- Glocke 2:
Um die Wolm: Eine schöne Verzierung, die an Blumen erinnert. Darüber und darunter verlaufen jeweils zwei Ringe.
Um die Schulter: „RENDSBURGI ANNO 1762: ME FUDIT BARTOLD IONAS BESELER“, unmittelbar über und unter dieser Umschrift verläuft jeweils ein Ring.
Über der Umschrift verläuft eine sich wiederholende Verzierung. Unter der Umschrift befindet sich diese Verzierung noch einmal, allerdings gespiegelt an der Umschrift. Außerdem hängen von dieser Verzierung aus in regelmäßigen Abständen Blumengirlanden herab.
Auf der linken Seite: „CAMPANA HAEC.A. REGNANTE / REGE FRIDERICO.V.IAM FRIEDE / RICUS.V. DICTA IN HONOREM / DELETUSUM ECLECIAE IN INSULA / FÖHRA“
Auf der rechten Seite: „SOLI DEO:“ – Abbildung des Nikolaus – „GLORIA“ „ST.NICOLAI“
- Glocke 3:
Vorne auf der Flanke: Ein Kreuz, „umwachsen“ von einem Traubenstrauch.
Hinten auf der Wolm trägt die Glocke das Gießerzeichen. Darunter verläuft ein Ring um die Glocke herum.
Um die Schulter: „+ KOMMET HER ZU MIR ALLE DIE IHR MÜHSELIG UND BELADEN SEID; ICH WILL EUCH ERQUICKEN.“
Über und unter dieser Inschrift verlaufen zwei Ringe um die Glocke herum.
Unter dem Anfang und dem Ende der Inschrift (Beim „+“) steht „MATTH. 11.28“

## Friedhof

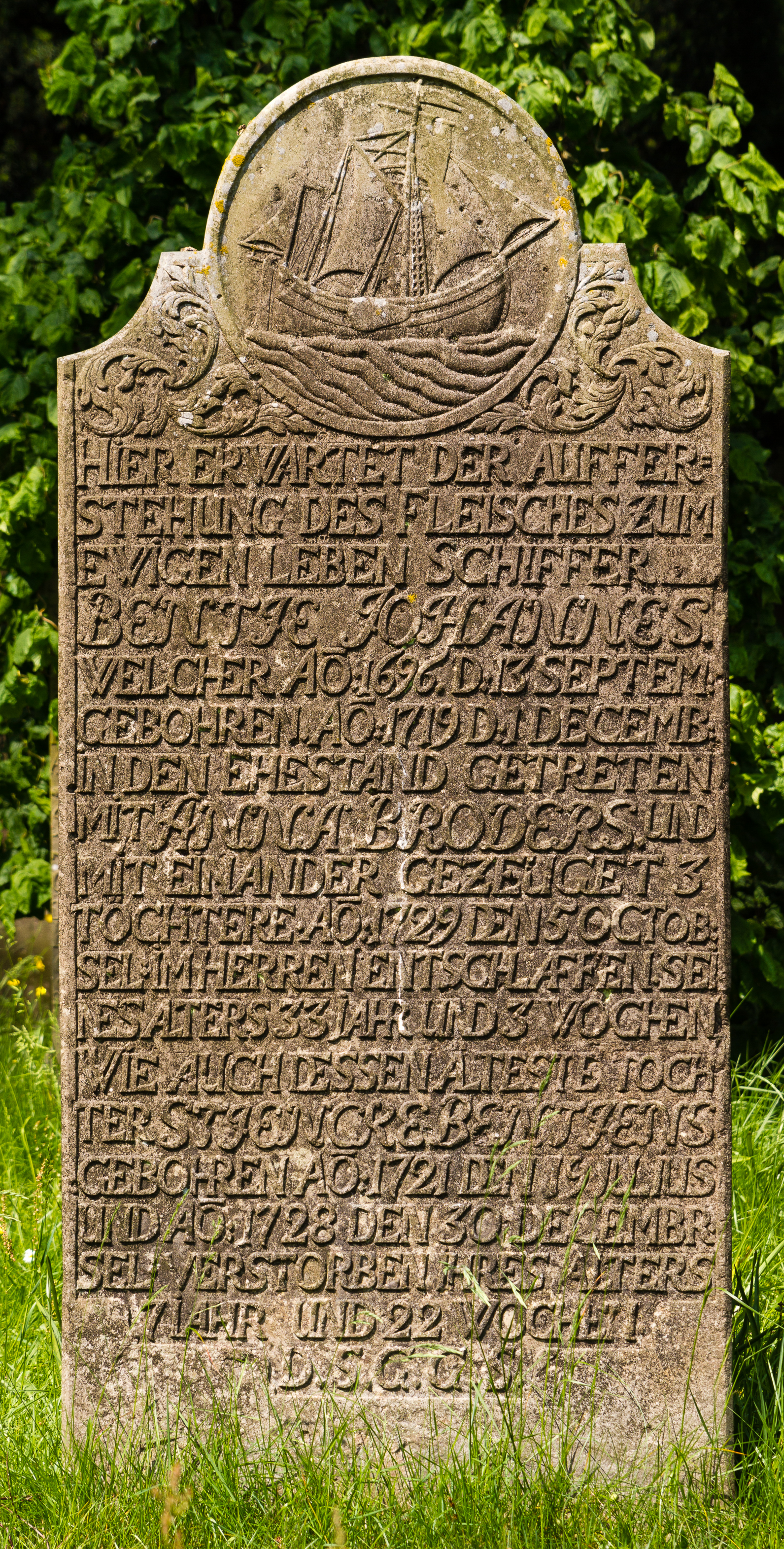
Friedhof Boldixum: Grabstein mit maritimem Motiv

Wie auf den beiden anderen Kirchfriedhöfen von Föhr besitzt auch der Friedhof der Kirchengemeinde St. Nicolai viele Sprechende Grabsteine aus dem 18. Jahrhundert, die ihren kunstwissenschaftlichen Ruf durch prächtige Ornamentik und kunstvolle Schriftgestaltung verdient haben. Es sind Segelschiffe, Mutter- und Kind-Abbildungen und Gottesszenen in feiner bildhauerischer Arbeit dargestellt. Die alten Steine sind zum größten Teil von ihrem Originalplatz entfernt und nun an den Hauptwegen und im Schutz des Kirchendaches aufgestellt worden. Die Substanz der Steine ist gut, sie wurden aus Obernkirchner Sandstein gefertigt, dennoch sind die Oberflächen sensibel, was sich in Rissen zeigt und in Flechten, die in die Steine hineinwachsen. Bis zu 130 dieser Grabsteine sollen ab 2025 auf Initiative des Kirchengemeinderates von St. Nicolai dokumentiert und fachmännisch restauriert werden.
Die Grabsteine berichten dem Besucher in hoch- oder plattdeutscher bzw. in lateinischer Sprache oft ausführlich vom Lebensweg der Beigesetzten. Der Reliefschmuck der Grabmäler ist oft phantastisch üppig, die Formen wiederholen sich nicht. Oft sind Bilder mit Szenen aus der Heiligen Schrift Hauptmotiv eines Steins, oft sind aber auch die Verstorbenen oder – bei Seefahrern – Schiffe abgebildet. Gemeinsam ist den Darstellungen, dass sie von einer unverbrüchlichen Glaubens- und Heilsgewissheit zeugen, die in der Figur des oft abgebildeten Jesus Christus ihr vornehmstes Symbol finden.